# Witoto nipode
Le witoto nɨpode est une langue witotoane parlée en Amazonie, au Pérou.

## Phonologie

### Voyelles
|         | Antérieure | Centrale | Postérieure |
| ------- | ---------- | -------- | ----------- |
| Fermée  | i [i]      | ɨ [ɨ]    | u [u]       |
| Moyenne | e [e]      |          | o [o]       |
| Ouverte |            | a [a]    |             |

### Consonnes
|            |           | Bilabiales | Dentales | Dorsales | Dorsales | Glottales |
| ---------- | --------- | ---------- | -------- | -------- | -------- | --------- |
| Palatales  | Vélaires  | Bilabiales | Dentales |          |          | Glottales |
| Occlusives | Sourde    | p [p]      | t [t]    |          | k [k]    | ʔ [ʔ]     |
| Occlusives | Sonore    | b [b]      | d [d]    |          | g [g]    |           |
| Occlusives | Éjective  | ɓ [ɓ]      | ɗ [ɗ]    |          |          |           |
| Fricative  | Fricative | β [β]      |          |          |          | h [h]     |
| Affriquée  | Sourde    |            |          | č [t͡ʃ]   |          |           |
| Affriquée  | Sonore    |            |          | j [d͡ʒ]   |          |           |
| Nasale     | Nasale    | m [m]      | n [n]    | ñ [ɲ]    | ŋ [ŋ]    |           |
| liquide    | liquide   |            | r [r]    |          |          |           |